# القط ذو القبعة (رواية)
القط ذو القبعة (بالإنجليزية: The Cat in the Hat) هو كتاب للأطفال صدر عام 1957 من قبل الدكتور سوس، وهي واحدة من كتب الخيال الأكثر شعبية.وتُبرز هذه القصة قطًا طويلاً ومُتأنسًا (anthropomorphic) وشقيًا يرتدي قُبعة طويلة حمراء مُخططة باللون الأبيض ورباط رقبة أحمر فراشي الشكل.
يقود (القط ذو القبعة) طفلي الحي البالغ عمرهما ستة أعوام وأيضا السمكة والقط رقم 1 ورقم2 في العديد من المغامرات على متن آلة غريبة الشكل تستطيع أن تخرج أجنحة وتغير حجمها وتقوم بأي شيء. ومن خلال سلسلة كتب الأطفال التي بدأت بقصة القط، عمل سيوس على ترويج كل من اسمه وأهمية الثقافة الأولية في الولايات المتحدة الأمريكية. ويظهر القط المذكور في ستة من كتب الأطفال المتسمة بالقافية والتي كتبها سيوس:
- القط داخل القبعة
- عودة القط داخل القبعة
- كتاب أغاني القط داخل القبعة
- مباراة القط
- سحقًا يمكنني القراءة بعيني!
- وردة صغيرة في رأس مايزي (Daisy-Head Mayzie)